# صحرا ایندیا پاریور
صحرا ایندیا پاریور (انگلیسی: Sahara India Pariwar) شرکت خوشه‌ای هندی است، که سال ۱۹۷۸ توسط سوبراتا روی تأسیس شد.